# Svojšice (Pardubicei járás)
Svojšice település Csehországban, a Pardubicei járásban. Svojšice Holotín, Chrtníky, Svinčany, Stojice és Choltice településekkel határos. Lakosainak száma 284 fő (2024. január 1.).

## Népesség
A település lakosságának változását az alábbi diagram mutatja:
| Lakosok száma | 372  | 419  | 384  | 249  | 229  | 194  | 260  | 260  | 289  | 284  |
|               | 1869 | 1890 | 1921 | 1950 | 1980 | 2001 | 2017 | 2019 | 2022 | 2024 |